# Equazione differenziale di Bernoulli
In matematica, l'equazione differenziale di Bernoulli è un'equazione differenziale ordinaria del primo ordine.
Ridotta in forma canonica, si rappresenta come:
{\displaystyle y'+f(x)y=g(x)y^{\alpha }}
con {\displaystyle \alpha } costante. Se {\displaystyle x_{0}\in (a,b)} e:
{\displaystyle \left\{{\begin{array}{ll}z:(a,b)\rightarrow (0,\infty )\qquad \alpha \in \mathbb {R} \setminus \{1,2\}\\z:(a,b)\rightarrow \mathbb {R} \setminus \{0\}\qquad \alpha =2\\\end{array}}\right.}
è una soluzione dell'equazione lineare:
{\displaystyle z'(x)=(1-\alpha )P(x)z(x)+(1-\alpha )Q(x)}
allora si ha che {\displaystyle y(x):=[z(x)]^{\frac {1}{1-\alpha }}} è una soluzione di:
{\displaystyle y'(x)=P(x)y(x)+Q(x)y^{\alpha }(x)\qquad y(x_{0})=y_{0}:=[z(x_{0})]^{\frac {1}{1-\alpha }}}
e ogni equazione di questo tipo ha una soluzione {\displaystyle y\equiv 0} per {\displaystyle y_{0}=0} per ogni {\displaystyle \alpha >0}.

## Metodo di risoluzione
Il metodo di risoluzione fu trovato da Jakob Bernoulli I. Per {\displaystyle n=1} o {\displaystyle n=0} l'equazione è riconducibile immediatamente alla soluzione generale delle equazioni lineari del primo ordine. Il metodo risolutivo generale, con n reale qualunque richiede di dividere l'equazione per {\displaystyle y^{n}} (tenendo conto del fatto che, per {\displaystyle n>0}, {\displaystyle y=0} rappresenta una soluzione del primo tipo, e che invece per {\displaystyle n<0} la funzione {\displaystyle y} deve essere necessariamente diversa da 0 per la condizione di esistenza della funzione che la definisce), ottenendo:
{\displaystyle {\frac {1}{y^{n}}}{\frac {dy}{dx}}+{\frac {f(x)}{y^{n-1}}}=g(x)}
Si effettua poi la sostituzione {\displaystyle w=1/y^{n-1}}, da cui:
{\displaystyle w'={\frac {1-n}{y^{n}}}{\frac {dy}{dx}}}
si ha:
{\displaystyle {w'}+w(1-n){f(x)}=(1-n)g(x)}
che rientra nel caso generale delle equazioni di primo grado. Riscrivendo come:
{\displaystyle {w'}=w(n-1){f(x)}+(1-n)g(x)=F(x)w+G(x)}
e integrando, si ottiene:
{\displaystyle w=e^{\int {F}}\left(\int {Ge^{-\int {F}}}+c\right)}
da cui poi si ricava la {\displaystyle y}.
Una variante consiste nel sostituire direttamente:
{\displaystyle y=z^{\frac {1}{1-n}}}
nell'equazione:
{\displaystyle y'=-f(x)y+g(x)y^{n}}
in modo che si ha:
{\displaystyle z'=(1-n)y'y^{-n}}
da cui:
{\displaystyle y'=z'{\frac {y^{n}}{1-n}}}
quindi sostituendo e semplificando:
{\displaystyle z'=(1-n)[-f(x)z+g(x)]}

### Esempio
Sia dato:
{\displaystyle y'+2y\operatorname {sin} x=y^{-2}\operatorname {sin} x}
dividendo si ha:
{\displaystyle {\frac {y'}{y^{-2}}}+{\frac {2\operatorname {sin} x}{y^{-3}}}=\operatorname {sin} x}
ponendo {\displaystyle w={\frac {1}{y^{-3}}}}:
{\displaystyle w'=-w6\operatorname {sin} x+3\operatorname {sin} x}
e integrando:
{\displaystyle w=e^{6\operatorname {cos} x}\left({\frac {1}{2}}e^{-6\operatorname {cos} x}+C\right)={\frac {1}{2}}+Ce^{6\operatorname {cos} x}}
Ricordando che {\displaystyle w=y^{3}}, l'unica radice reale per {\displaystyle y} è:
{\displaystyle y={}^{3}{\sqrt {{\frac {1}{2}}+Ce^{6\operatorname {cos} x}}}}